# 1138

## أحداث
- حصار شيزر في الفترة ما بين 28 أبريل و21 مايو.
- 11 أكتوبر - وقع زلزال بالقرب من مدينة حلب شمالي سوريا بقوة 8.5 على مقياس ريختر في 11 تشرين الأول عام 1138 ميلاديّة، ولقد بلغ عدد الضحايا الذين سقطوا 230,000 قتيل.

## مواليد
- صلاح الدين الأيوبي